# Hans Himmelheber

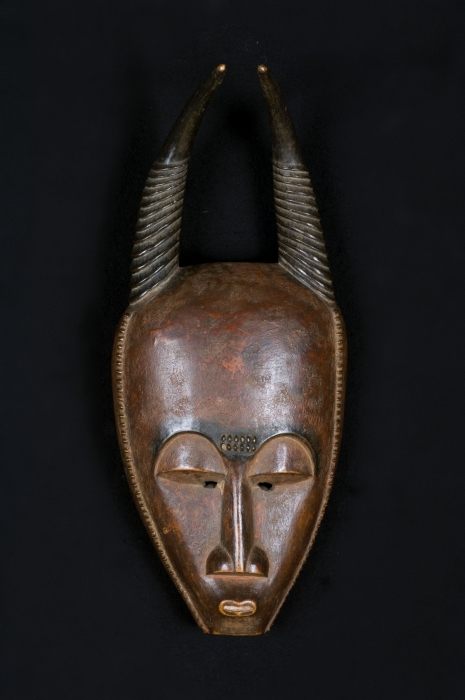
Diese 1933 von Hans Himmelheber in der Elfenbeinküste erstandene Baule-Maske wird heute im Tropenmuseum in Amsterdam ausgestellt.

Hans Himmelheber (* 31. Mai 1908 in Karlsruhe; † 27. November 2003 in Heidelberg) war ein deutscher Ethnograph und Ethnologe.

## Leben
Hans Himmelheber war jüngstes Kind von Luitgard Himmelheber und Gustav Himmelheber. Der Vater leitete zusammen mit seinem Bruder Carl die Möbelfabrik Gebrüder Himmelheber in Karlsruhe in der dritten Generation. Seine Mutter war eine der ersten zehn Karlsruher Stadträtinnen und in der Frauenbewegung aktiv, der Vater Mitglied im Badischen Kunstverein. Der Erfinder, Unternehmer, Publizist und Pilot Max Himmelheber war sein älterer Bruder. Sein Großvater mütterlicherseits war der badische Finanzminister Max Honsell.
Im Jahr 1944 heiratete er Ulrike Himmelheber. Mit ihr bekam er 1946 eine Tochter, Susanne Himmelheber, und 1953 einen Sohn, Martin Himmelheber. Sein Stiefsohn aus der ersten Ehe seiner Frau, Eberhard Fischer und dessen Tochter Anjali Fischer wurden ebenfalls Ethnologen wie auch Susanne Himmelhebers Tochter Clara Mayer-Himmelheber.

## Beruf
Nach dem Abitur absolvierte er zunächst eine Banklehre in Hamburg. Ab 1929 handelte er mit afrikanischen und ozeanischen Skulpturen, womit er sein Studium in Ethnologie, Geographie und Kunstgeschichte sowie seine erste Forschungsreise nach Afrika finanzierte. Himmelheber studierte in Berlin beim Kunsthistoriker Eckart von Sydow und dem Afrikanisten Diedrich Westermann, danach in München und promovierte schließlich 1934 in Tübingen zum Dr. phil in Völkerkunde.
Himmelheber unternahm Forschungsreisen in die Elfenbeinküste (1933 und 1934/35), nach Alaska (1936/37), Ghana, Belgisch- und Französisch-Kongo sowie Kamerun (1937–1939). Seine völkerkundlichen Sammlungsstücke umfassen zum Beispiel Masken, Körbe, Schmuckstücke, Silexabschläge, Knochen, Stoffe, Skulpturen, Töpfe, Hämmer, Äxte und gehören zu den besten Exponaten der Afrika-Sammlung des Museums der Kulturen Basel. Vermutlich war Hans Himmelheber der weltweit einzige freiberufliche Ethnologe. Er hatte sich weder in den Universitätsbetrieb noch in ein Museum ziehen lassen. Finanziert hat er sich über den Handel mit afrikanischen Kulturgegenständen, die entsprechend heute weltweit in vielen anthropologischen Sammlungen zu finden sind.
Während des Zweiten Weltkriegs diente er in der deutschen Wehrmacht und wurde 1942 zum Medizinstudium nach Freiburg abkommandiert. Mit einer Arbeit über „Tätowierung bei den Eskimo“ (Dermatologie) promovierte er 1949 in Heidelberg zum Doktor der Medizin.
Mit seiner Frau Ulrike Himmelheber bildete er ein ethnologisches Forschungsteam. Sie reisten fünf Mal gemeinsam für Feldforschungen nach Afrika, werteten ihre Feldnotizen gemeinsam aus, lasen gegenseitig Korrektur ihrer wissenschaftlichen Manuskripte und publizierten gemeinsam. Das Buch Die Dan, ein Bauernvolk im westafrikanischen Urwald, das sie 1958 gemeinsam veröffentlichten, gilt als Standardmonografie.
Damals noch ungewöhnlich, setzten sie Ton- und Filmaufnahmen als Forschungs- und Dokumentationsmittel ein. Ihre Informanten nannten sie namentlich und reflektierten die Interviewsituationen und die ethnographische Interaktion. Von 1963 bis 1971 kuratierte Himmelheber in der Mannheimer Galerie Margarete Lauter zahlreiche Ausstellungen und Ausstellungsbeteiligungen, in denen der Öffentlichkeit eine Vielzahl afrikanischer Kunst- und Kulturgegenstände präsentiert wurde.
Über 15.000 Negative incl. der dazugehörigen Notizen sind inzwischen im Fotoarchiv als Fotonachlass Hans Himmelheber im Besitz des Museums Rietberg in Zürich.
Seit 1965 bis zu seinem Tod im Jahr 2003 war Hans Himmelheber ordentliches Mitglied der Heidelberger Akademie der Wissenschaften.

## Publikationen (Auswahl)
- 1935: Negerkünstler. Ethnographische Studien über den Schnitzkünstler bei den Stämmen der Atulu und Guro im Innern der Elfenbeinküste. (Dissertation)
- 1938: Eskimokünstler. Ergebnis einer völkerkundlichen Reise in Alaska.
- 1951: Der gefrorene Pfad. Mythen, Märchen und Legenden der Eskimo.
- 1951: Auro Poku. Mythen, Tiergeschichten und Sagen, Sprichwörter, Fabeln und Rätsel der Baule, Elfenbeinküste.
- 1957: Der gute Ton bei den Negern.
- 1958 mit Ulrike Himmelheber: Die Dan, ein Bauernvolk im westafrikanischen Urwald.
- 1960: Negerkunst und Negerkünstler.
- 1960: Afrikanische Masken.
- 1970 mit Ulrike Himmelheber: Negerschicksale. Berichte der Dan in Liberia.
- 1975 mit Ulrike Himmelheber: Guss einer Metallmaske bei den Senufo, Elfenbeinküste. In: Abhandlungen und Berichte des Staatlichen Museums für Völkerkunde Dresden.
- 1976 mit Eberhard Fischer: Die Künste der Dan. Museum Rietberg Zürich. (Englische Ausgabe The Arts of the Dan in West Africa, 1984.)
- 1996: Die Kultur der Baule: Elfenbeinküste 1933 und 1934/35. Ausstellungskatalog. Herausgegeben von Eberhard Fischer und Clara Mayer-Himmelheber
- 1993: Zaire 1938/39. Ausstellungskatalog. Herausgegeben von Eberhard Fischer und Clara Mayer-Himmelheber
- 2000: Where the Echo began, and other oral traditions from Southwestern Alaska, recorded by Hans Himmelheber, edited by Ann Fienup-Riordan. University of Alaska Press

Quelle: